# Родственные души (фильм, 1951)
«Родственные души» (англ. Two of a Kind) — фильм нуар режиссёра Генри Левина, который вышел на экраны в 1951 году.
Пара мошенников (Александер Нокс и Лизабет Скотт) нанимает игрока и мелкого преступника Майка Фаррелла (Эдмонд О’Брайен), чтобы он сыграл роль пропавшего много лет назад сына пожилой супружеской пары, намереваясь таким образом завладеть их многомиллионным наследством.
Этот скромный фильм категории В привлёк к себе внимание лишь присутствием признанных звёзд жанра фильм нуар — Эдмонда О’Брайена и Лизабет Скотт.

## Сюжет
Красивая молодая дама Брэнди Кирби (Лизабет Скотт) расследует биографию некоего Майкла «Лефти» Фаррелла (Эдмонд О’Брайен), прослеживая его жизненный путь от сиротского приюта до исправительного учреждения для мальчиков в Чикаго, из которого Майкл в итоге сбежал, устроившись на работу к гадалке в бродячий карнавал. Однако, когда у него возникли проблемы и там, он вновь сбежал, на этот раз с началом Второй мировой войны завербовавшись в военно-морской флот. Во флоте, как далее выясняет Брэнди, Майкл был настоящим героем на поле боя, однако имел массу дисциплинарных замечаний и в итоге был уволен, осев в Лос-Анджелесе. Брэнди встречается с адвокатом из Лос-Анджелеса и своим любовником Винсентом Мэйлером (Александер Нокс), рассказывая ему, что после трёх месяцев поисков наконец нашла нужного им человека. Затем Брэнди приезжает в игральный клуб, где Майк работает разносчиком фишек для лото. Брэнди договаривается о встрече с Майком после окончания его рабочего дня на автостоянке около игрального клуба, где провоцирует его на драку со своим подручным Тоддом (Роберт Андерсон), в результате которой полиция задерживает Майка. Однако вскоре Майк выходит на свободу, с удивлением обнаруживая, что Брэнди заплатила за него штраф в 300 долларов. В машине она рассказывает Майку, что давно искала его, и предлагает заработать крупную сумму денег, если он согласиться принять участие в её плане. В противном случае ему грозит тюрьма, так как Тодд готов выдвинуть против него обвинение в нападении и попытке ограбления. Майк опасается того, что его хотят втянуть в тёмное дело, и не хочет соглашаться, однако когда Брэнди целует его, выражая своё отношение, решает принять её предложение. Она рассказывает Майку, что он идеально подходит для реализации плана, так как для этого нужен сирота его возраста и левша, однако ему придётся лишиться части мизинца. Она подъезжает к приёмному отделению больницы, сообщая Майку, что тот получит очень крупную сумму денег, после чего тот добровольно подставляет свой палец, и она с силой хлопает по нему дверью, нанося необходимое увечье.
На следующий день Брэнди перевозит Майка из его обшарпанной однокомнатной квартиры в уютный домик на берегу, где тот должен восстановиться, а главное «состарить» рану на пальце так, чтобы она выглядела как будто была нанесена в раннем детстве. В течение нескольких недель Майк в компании Тодда держит палец в солёной воде, чтобы рана загрубела, одновременно регулярно встречаясь с Брэнди, с которой у него завязываются и романтические отношения. Наконец, когда его рана доходит до нужной кондиции, на встречу к Майку приезжает Мэйлер, который вместе с Брэнди излагает ему план, согласно которому Майк должен выдать себя за давно пропавшего сына богатого промышленника Уильяма Макинтайра (Гриф Барнетт). Мэйлер рассказывает, что двадцать пять лет назад у Уильяма и его жены Майды (Вирджиния Бриссак) в Чикаго пропал трёхлетний сын. Далее он сообщает, что является адвокатом Макинтайра, и в течение пятнадцати лет отвечал за поиски их ребёнка, которому суждено унаследовать десять миллионов долларов после смерти Уильяма. Несколько дней спустя в отсутствие хозяев Брэнди привозит Майка в дом Макинтайров, который они оставили после пропажи сына. На основе услышанного от Майды Брэнди проводит для Майка короткий инструктаж в отношении того, где жил и что любил маленький сын Макинтайров. Наконец, Мэйлер и Брэнди решают вывести Майка на Макинтайров, однако считают, что будет более достоверно сделать это не напрямую, а через их молодую племянницу Кэти (Терри Мур). После двух неудачных попыток Брэнди сблизить Майка и Кэти, Майк решает взять инициативу в свои руки, и вечером забирается в дом к молодой девушке. Решив, что он грабитель, чудаковатая идеалистка Кэти решает взяться за его перевоспитание. Когда Нэнси попутно начинает развивать к Майку романтический интерес, он подыгрывает их роману, вызывая ревность со стороны Брэнди, и опасения у Мэйлера. Майк однако намеренно неохотно рассказывает Кэти о своём прошлом, чтобы как можно больше её заинтриговать. В конце концов, он рассказывает ей о том, что воспитывался в сиротском приюте в Чикаго. После того, как она видит его изуродованный мизинец, Нэнси решает, что Майк и есть пропавший сын Макинтайров. Она немедленно убегает, чтобы сообщить об этом дяде и уговаривает его на следующий день встретиться с Майком. При встрече с Уиллом Майк делает вид, что не может поверить в то, что он его сын, так как они совершенно разные люди. Для пущей убедительности он рассказывает Уиллу о своём тёмном прошлом, своей искренностью завоёвывая симпатии Уилла. Макинтайр просит Майка временно переехать в его дом, пока он проведёт по своим каналам расследование относительно их возможного родства. Вскоре после этого Майда в сопровождении Нэнси приезжает с Майком в свой старый дом, где по нескольким заученным деталям Майк убеждает женщин, что он здесь когда-то жил. Майда больше не сомневается в том, что Майк и есть их пропавший сын, а Уильям соглашается с этим ради спокойствия своей больной жены, но, кроме того, Майк действительно ему понравился. Брэнди и Мэйлер рады успешному продвижению дела. Однако на следующий день при встрече Уильям сообщает Мэйлеру, что не собирается включать Майка в своё завещание, так как считает, что тот должен добиться всего собственными силами. Одновременно он приглашает адвоката на рыбалку через два дня. Мэйлер срочно вызывает к себе Бренди и Майка, сообщая их о решении Уильяма. Так как в таком случае его план полностью рушится, Мэйлер берётся убить Уильяма во время рыбалки и уничтожить обе копии завещания, поскольку имеет к ним доступ, и тогда Майк вступит в права наследования как ближайший родственник. Майк и Брэнди отказываются принимать участие в убийстве, говоря, что дальше мошенничества они не пойдут, тогда Мэйлер их запугивает тем, что всё равно доведёт свой план до конца, а их подставит в качестве виновников преступления, которые подготовили и реализовали коварный план завладения наследством. После ухода Мэйлера Майк уговаривает Брэнди бежать вместе с ним, однако она опасается, что Мэйлер всё равно найдёт их.
Тогда Майк, который проникся симпатией к Уильяму, решает его спасти. В отсутствие Макинтайров Майк приглашает Мэйлера и Брэнди в их дом якобы для того, чтобы уточнить план убийства. Однако на встрече Майк заявляет, что отказывается играть роль сына, и тогда убийство станет бессмысленным, а он выйдет сухим из воды. В ответ на это Мэйлер угрожает привести врача, который подтвердит, что лечил Майкла совсем недавно, а значит тот умышленно готовился к преступлению. Несмотря на то, что Майк настаивает на своём, адвокат заявляет, что всё равно убьёт Уильяма, и уходит. Брэнди умоляет Майка быть осторожным, а затем следует за Мэйлером на частный пирс Макинтайров, успевая подслушать, как Мэйлер поручает Тодду убить Майка. Зная, что, по мнению Тодда, Майк не умеет плавать, Брэнди предлагает представить его убийство как несчастный случай — как будто Майк случайно сорвался с пирса и утонул. Она завлекает Майка на пирс, где Тодд набрасывается на него, после чего они вместе падают в воду. Однако в подводной драке Майку удаётся одолеть Тодда, а затем вытащить его обратно на пирс. В этот момент в дому подъезжают Макинтайры. После этого Мэйлер проходит в кабинет Уильяма, где сообщает ему о том, кто Майк такой на самом деле. В свою очередь появившийся следом Майк рассказывает о том, что хотел совершить Мэйлер, и в качестве решающего доказательства предоставляет диктофонную запись своего последнего разговора с адвокатом. После этого для Уильяма окончательно всё становится на свои места. Более того, он сообщает, что по своим каналам он давно проверил отпечатки пальцев Майка и выяснил, что тот не его сын. Уильям заявляет, что не будет выдвигать обвинения против Мэйлера, а просто увольняет его и требует в течение недели убраться из Лос-Анджелеса. Что же касается Майка, то Уильям просит его продолжить играть роль сына ради здоровья и покоя Майды. Майк отвечает, что любит Брэнди и хочет жить с ней, обещая Уильяму, что будет их регулярно навещать. После этого Майк выходит во двор и запрыгивает в отъезжающую машину Брэнди.

## В ролях
- Эдмонд О’Брайен — Майкл «Лефти» Фаррелл
- Лизабет Скотт — Брэнди Кирби
- Терри Мур — Кэти Макинтайр
- Александер Нокс — Винсент Мэйлер
- Грифф Барнетт — Уильям Макинтайр
- Роберт Андерсон — Тодд
- Вирджиния Бриссак — Майда Макинтайр
- Джеймс Кирквуд — Бен (в титрах не указан)

## Создатели фильма и исполнители главных ролей
Режиссёр Генри Левин с 1944 по 1980 год поставил более 50 фильмов в самых разных жанрах, в том числе четыре фильма нуар, среди них, помимо этого фильма — «Ночной редактор» (1946), «Несерьёзный противник» (1949) и «Осуждённый» (1950).
Эдмонд О’Брайен и Лизабет Скотт на рубеже 1940-50-х годов были бесспорными звездами фильмов нуар. В частности, О’Брайен сыграл в таких значимых картинах жанра, как «Убийцы» (1946), «Двойная жизнь» (1947), «Паутина» (1947), «Белое каление» (1949), «Мёртв по прибытии» (1950) и «Автостопщик» (1953), а Скотт известна по таким нуарам, как «Странная любовь Марты Айверс» (1946), «Рассчитаемся после смерти» (1947), «Западня» (1948), «Я всегда одинок» (1948), «Слишком поздно для слёз» (1949), «Тёмный город» (1950) и «Рэкет» (1951).

## Оценка фильм критикой
Как после выхода на экраны, так и позднее фильм не привлёк к себе особого внимания критики. В частности, современный историк кино Спесер Селби в своей книге о картинах в жанре нуар ограничился информацией, что фильм рассказывает о «мошеннике, который выдаёт себя за давно пропавшего сына богатой пары» . Другой современный исследователь кино Артур Лайонс отметил, что «хотя сценарий и многословен, однако фильму удаётся удерживать интерес зрителя». По мнению Лайонса, фильм «представляет интерес с некоторых точек зрения. Во-первых, благодаря тому, что в фильме играет пара нуаровых икон, О’Брайен и роковая женщина Скотт», и, во-вторых, благодаря своей истории, которая «является ещё одним примером темы „самозванец в беде“» . По мнению Майка Кини, «фильм ужасающе медленный, и лишь присутствие икон нуара О’Брайена и Скотт, которые составляют маловероятную романтическую пару, делает фильм сносным».
Описывая фильм, кинокритик Хэл Эриксон отмечает, что «шулер Эдмонд О’Брайен получает больше, чем то, что он мог потянуть, когда связывается с парочкой мошенников Лизабет Скотт и Александром Ноксом. О’Брайен может быть и вор, но в отличие от Нокса он не убийца», как и Скотт, которая также решает выйти из дела. В итоге «Нокс бежит из города, оставляя Скотт с О’Брайеном, двух по-настоящему „родственных душ“». Помимо О’Брайена и Скотт, Кини также обращает внимание на игру Александра Нокса в роли «любовника Скотт и автора мошеннического плана, который, конечно, оказывается по-нуаровому неудачным», а также Терри Мур в роли «чудаковатой и непоседливой племянницы пожилой пары».